# Ferroviário Atlético Clube (Maceió)
Pour les articles homonymes, voir Ferroviário Atlético Clube.
Maillots
Le Ferroviário Atlético Clube est un club brésilien de football basé à Maceió dans l'État de l'Alagoas.

## Palmarès
- Championnat de l'État de l'Alagoas
  - Champion : 1954